# أوتافيو بيانكي
أوتافيو بيانكي (بالإيطالية: Ottavio Bianchi) (من مواليد 6 مايو 1943) هو لاعب ومدرب كرة قدم إيطالي سابق، لعب للعديد من الأندية الإيطالة مثل إيه سي ميلان ونادي نابولي ونادي أتالانتا. كذلك درب العديد من الأندية الأوربية مثل نادي نابولي وفيورنتينا وإنتر ميلان.
كان أبرز تلك الأندية التي دربها هو نادي نابولي الإيطالي، حيث فاز بلقب الدوري الإيطالي لكرة القدم في موسم 1986–87 مع الإسطورة الأرجنتينية مارادونا، وكأس إيطاليا في عام 1987، كذلك توج بلقب كأس الاتحاد الأوروبي مع نابولي في عام 1989.

## روابط خارجية
- أوتافيو بيانكي على موقع قاعدة بيانات كرة القدم.إي يو (الإنجليزية)
- أوتافيو بيانكي على موقع ناشيونال فوتبول تيمز (الإنجليزية)
- أوتافيو بيانكي على موقع عالم كرة القدم.نت (الإنجليزية)